# Notodonta basitriens
Notodonta basitriens är en fjärilsart som beskrevs av Walker 1855. Notodonta basitriens ingår i släktet Notodonta och familjen tandspinnare. Inga underarter finns listade i Catalogue of Life.